# Pavillon Charles-Baillairgé
Le pavillon Charles-Baillairgé est une ancienne prison convertie en édifice du complexe muséal du Musée national des beaux-arts du Québec à Québec. Il a été construit entre 1861 et 1867 selon les plans de l'architecte Charles Baillairgé dans le but de remplacer l'ancienne prison située dans l'enceinte de Québec, jugée désuète. Elle sera agrandie entre 1869 à 1872 par l'allongement de l'aile sud. À partir de 1908, l'environnement autour de la prison change considérablement par l'aménagement du parc des Champs-de-Bataille. En 1930, on reconstruit le mur d'enceinte pour faire place au musée de la province, qui deviendra le Musée national des beaux-arts du Québec. La prison ferme ses portes en 1970, remplacé par la prison d'Orsainville. Entre 1989 et 1991, l'édifice est reconverti en musée pour l'intégrer au Musée du Québec. Il a été classé comme immeuble patrimonial en 1997 par le ministère de la Culture et des Communications. Le pavillon est temporairement fermé aux visiteurs à compter du 4 avril 2022.

## Histoire

### Construction
Le pavillon Charles-Baillairgé est situé près d'où s'est déroulée la bataille des Plaines d'Abraham le 13 septembre 1759, bataille charnière de la guerre de la Conquête. Un monument commémorant la mort du général britannique James Wolfe est situé à proximité. Ces terrains ont appartenu aux Augustines de l'Hôtel-Dieu de Québec. Ils sont loués par bail emphytéotique, pour être ensuite achetés par le marchand John Bonner. Le gouvernement en fait l'acquisition en 1853.
En 1777, le Britannique John Howard pose les fondements de sa réforme carcérale. Cette dernière prône la séparation des détenus selon le sexe, l'âge et la gravité de la faute; de meilleures conditions d'hygiène dans les prisons; un programme de travail; le secours par la religion ainsi qu'un isolement rigoureux, le tout devant mener à la réhabilitation du détenu. L'établissement correctionnel d'Auburn dans l'État de New York et l'Eastern State Penitentiary, en Pennsylvanie sont les premières prisons construites en Amérique du Nord selon cette approche. Construit selon des modèles semblables de pénitence et de correction, elles se sont tout de suite imposées comme modèle. Cette approche sera aussi reprise dans le rapport de l'inspecteur des prisons Wolfred Nelson en 1852 qui se résume en trois mots : « punir, contenir, amender ».
Dans les années 1850, l'ancienne prison commune de Québec, située sur la rue Saint-Stanislas dans le Vieux-Québec, est jugé vétuste, surpeuplée et insalubre. Sous la pression populaire et de la presse, le gouvernement du Canada-Uni lance en janvier 1856 un concours d'architecture pour la construction d'une prison sur les plaines d'Abraham.
Le premier prix du concours est attribué en 1860 aux architectes R. C. Messer de Toronto et Thomas Ellis de Kingston. Cependant, dans une volte-face courante à l'époque, le gouvernement a décrété le 4 juin 1860, qu'il confiait la construction à l'architecte Charles Baillargé.

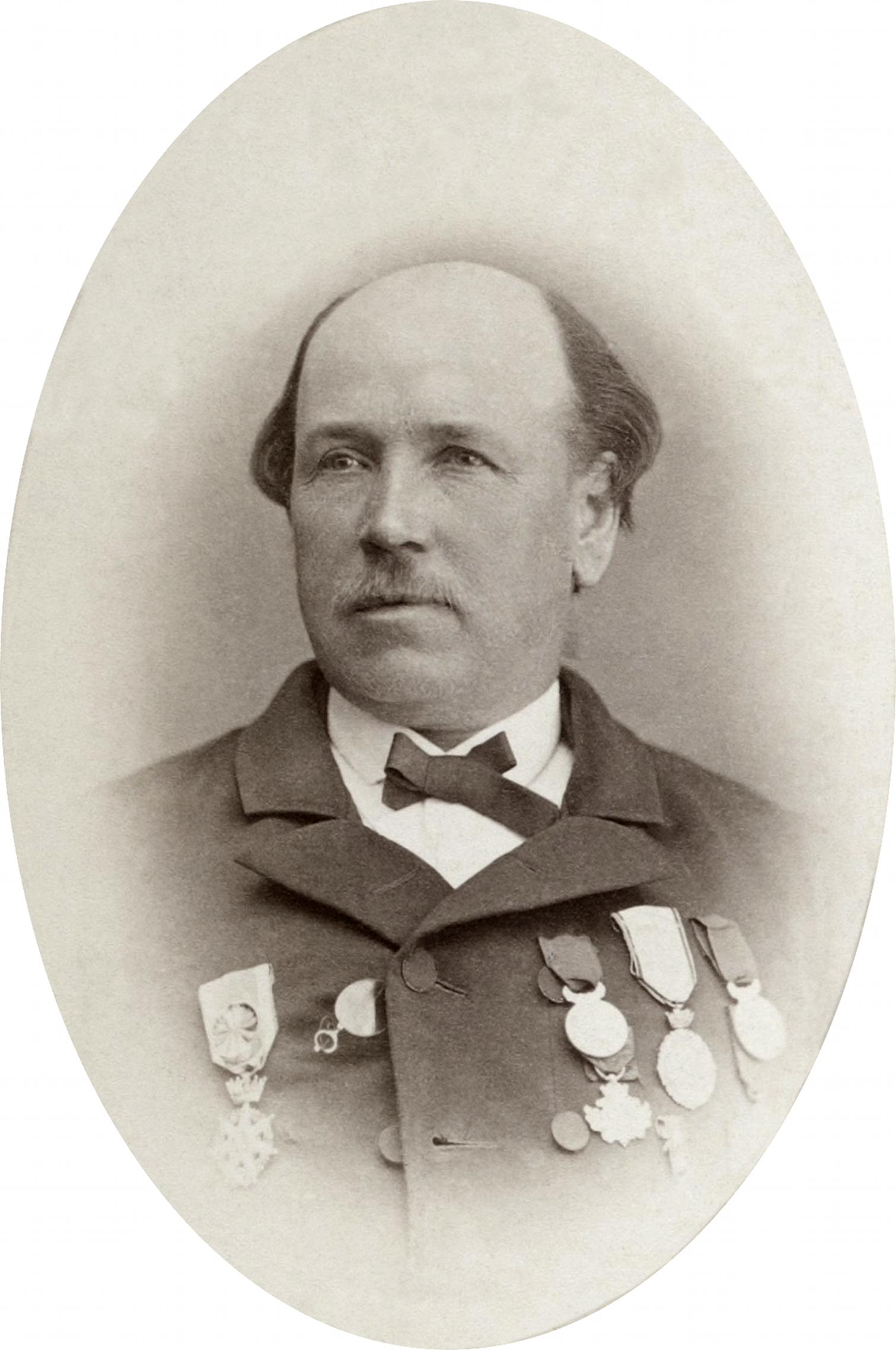
Portrait de Charles Baillargé en vers 1870.

Charles Baillargé est né en 1826 d'un père canadien-français et d'une mère britannique. Il fait partie de la 4e génération d'une famille d'architectes et de sculpteurs. Il commence ses études au petit séminaire de Québec et fait ensuite son apprentissage chez le cousin de son père, l'architecte Thomas Baillairgé. Il obtient son certificat de compétences en 1846, après trois ans d'études. Après avoir travaillé principalement sur des églises et des résidences, il obtient en 1853, sa première commande importante, soit la construction du pavillon central et de la résidence de l'Université Laval. À la fin des travaux, un marasme économique frappe Québec et freine la construction de nouveaux édifices. Craignant de rester inactif, il accorde beaucoup d'importance au projet de la nouvelle prison. En 1856, il visite le pénitencier de Kingston ainsi que plusieurs prisons américaines.

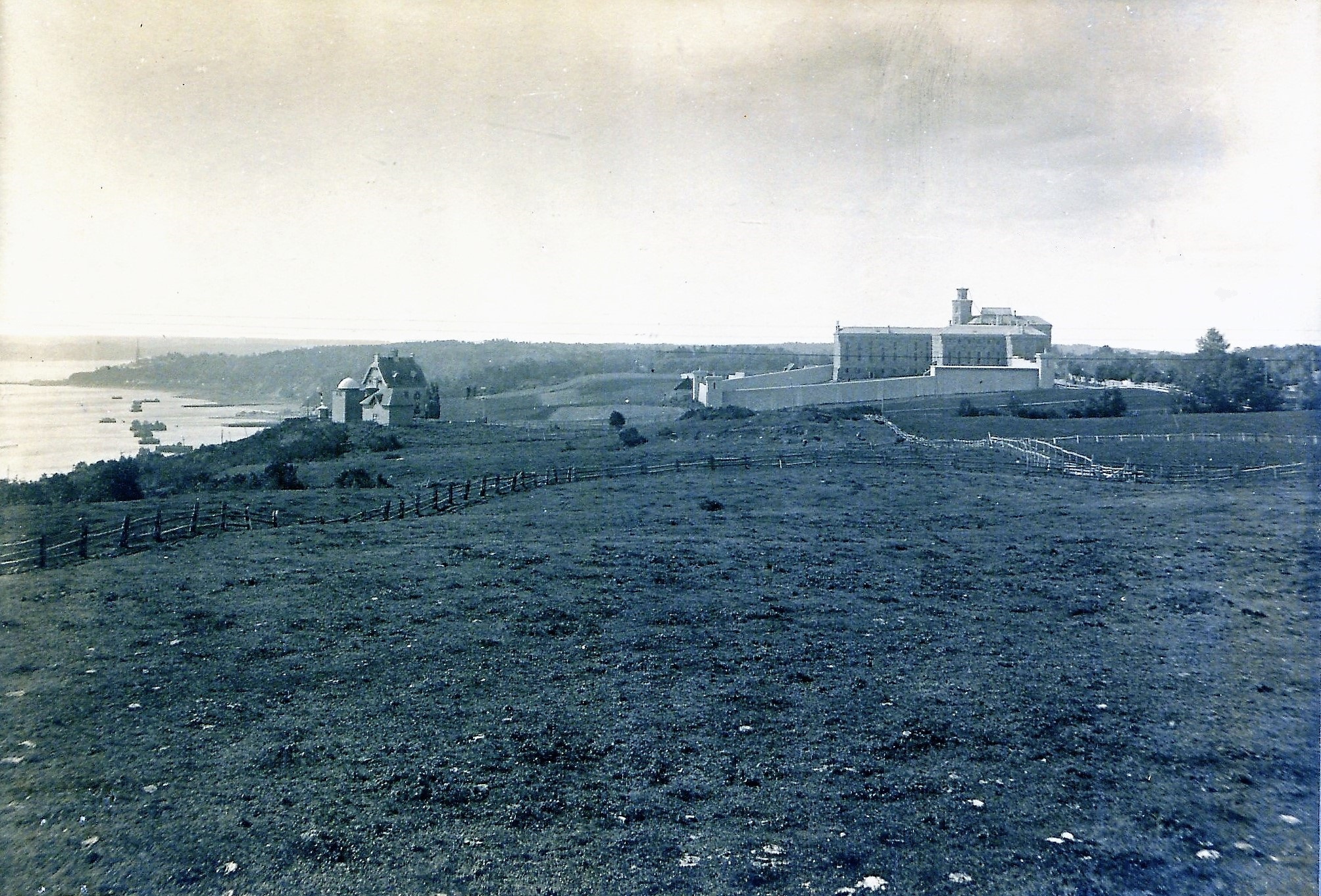
La prison de Québec en 1908.

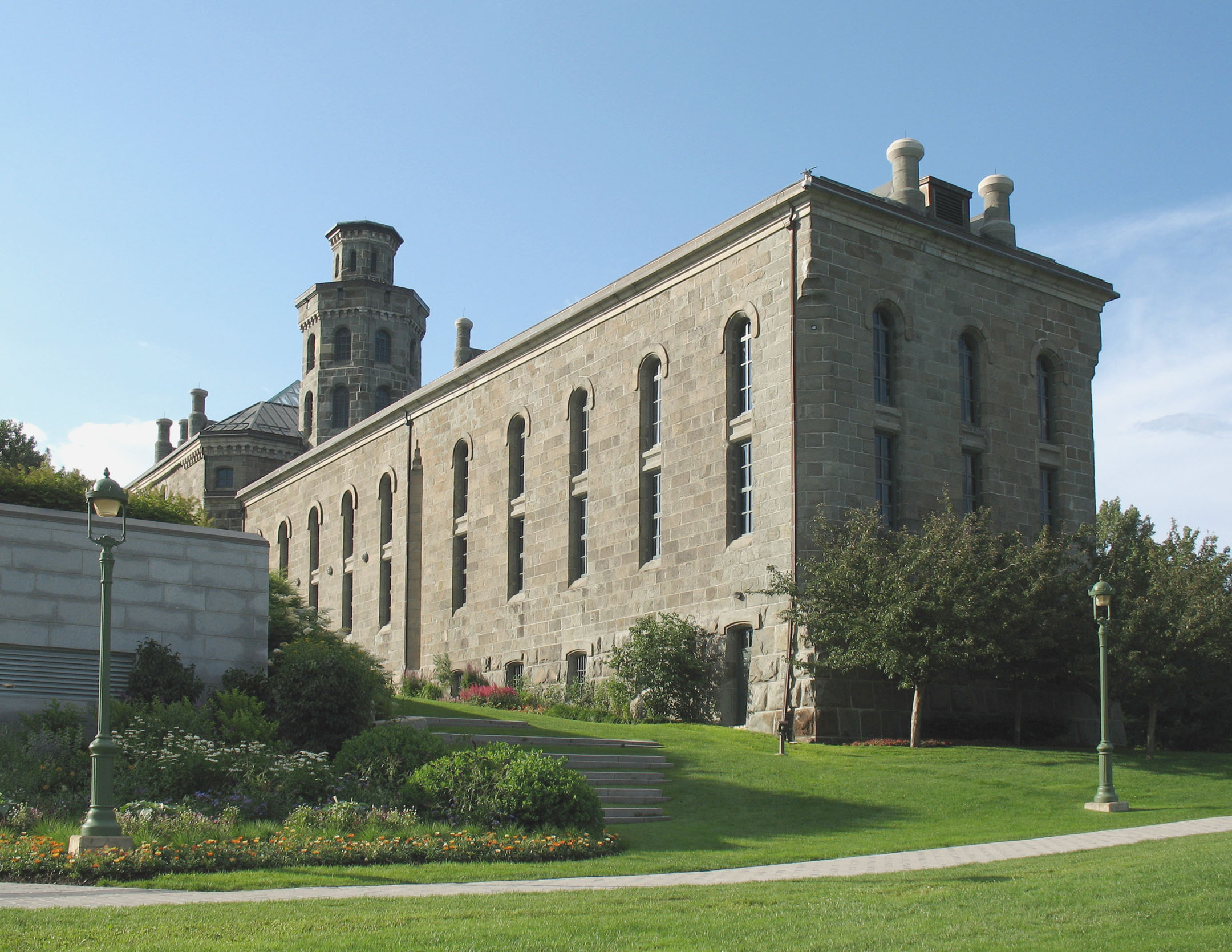
Le pavillon vu du parc des Champs-de-Bataille.

On ne sait pas si Charles Baillairgé n'a pas soumis son plan au concours par manque de temps, ou tout simplement parce qu'il avait espoir de se faufiler entre les mailles de la machine administrative. En avril 1860, il soumet son projet au ministère des Travaux publics. Le 19 mai de la même année, le docteur Joseph-Charles Taché, le directeur du Bureau des inspecteurs des prisons et des asiles, signait un mémoire sur la prison projetée, qui s'inspire de l'établissement correctionnel d'Auburn pour la forme des cellules et l'Eastern State Penitentiary pour la forme des ailes sur un bâtiment central. Si le nom de l'architecte n'était pas mentionné, le plan correspondait en tous points à celui de Baillairgé,.
Le Bureau des inspecteurs des prisons et des asiles n'avait alloué que 16 000 £CA (en) pour la construction du bâtiment. Baillairgé avait quant à lui estimé sa construction à 30 500 £. Pour réduire les coûts de construction et pour obtenir le contrat coute que coute, il propose au ministère d'enlever l'aile ouest au projet initial et de tronquer l'aile sud. Les travaux sont confiés aux entrepreneurs Thomas Joseph Murphy et Thomas Martin Quigley au printemps 1861. En 1863, les coûts dépassaient les prévisions et les entrepreneurs se trouvèrent dans l'impossibilité de payer leurs employés, qui quittèrent le chantier après plusieurs semaines sans paye. Pour se sortir du trouble, le ministère a confié les travaux en 1864 à Pierre Gauvreau, un rival de Baillairgé. La prison est livrée aux autorités en juin 1867, bien qu'elle recevait des prisonniers depuis quatre ans. Les travaux ont finalement couté 130 000 $CA, soit 31 500 £,.
Entre 1869 et 1872, l'aile sud est allongée et un mur d'enceinte est construit autour de la prison. Le bâtiment connait d'autres ajustements jusqu'en 1877. Quant à l'aile ouest, le projet de la construire a été abandonné. À sa construction, la tour de guet de la prison était le plus haut bâtiment de Québec, jusqu'à la construction du château Frontenac à partir de 1892. C'est du sommet de cette tour que Henry Richard S. Bunnett peint vers 1885 son panorama, qui est aujourd'hui conservé au musée McCord.

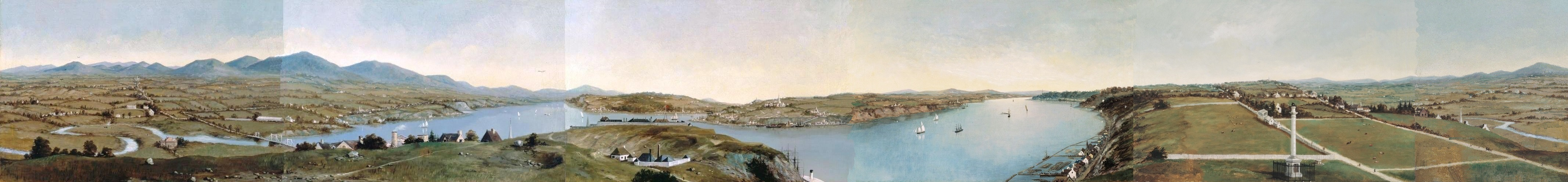
Panorama illustrant la prise de Québec de 1759-1760 de Henry Richard S. Bunnett, vers 1885.

### La prison des Plaines et la «Petite Bastille»

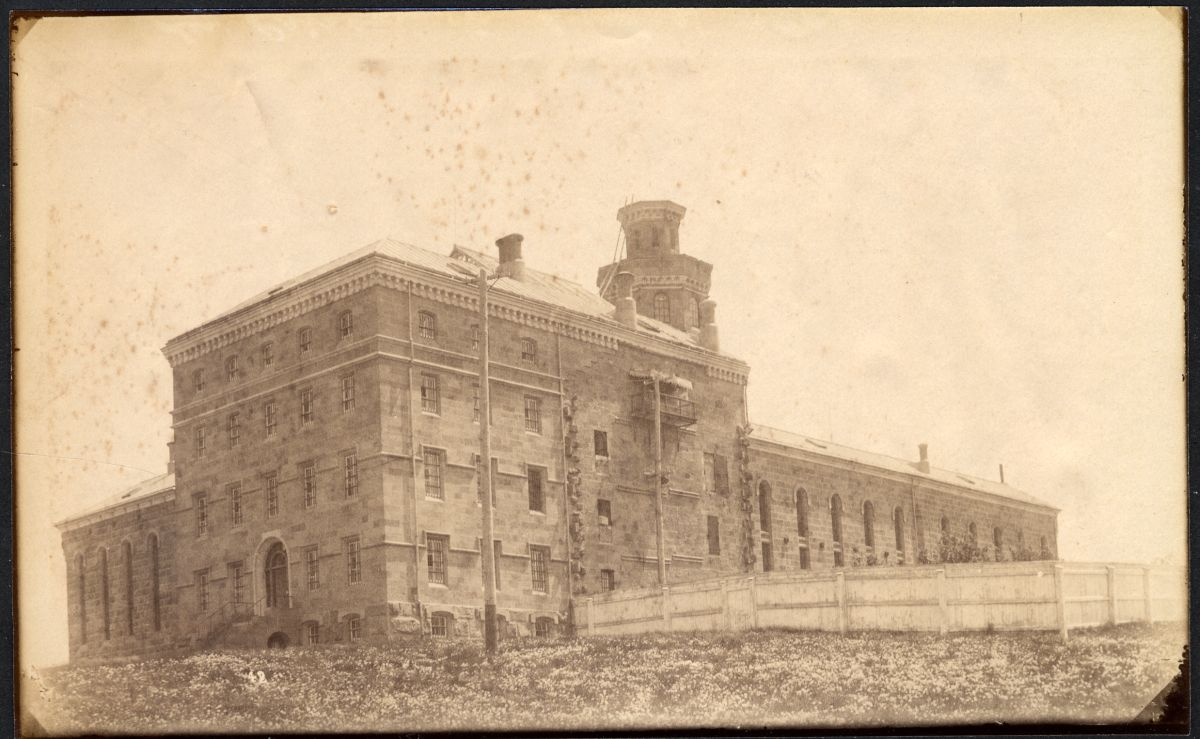
La prison de Québec vers 1895

La prison ferme ses portes le 1er octobre 1970 et ses 225 détenus sont transférés dans la toute nouvelle prison d'Orsainville. Le ministère des Travaux publics décide de lancer un appel d'offres pour la démolition de la prison. Quelques semaines plus tard, la commission des monuments historiques donne un avis qu'il vaudrait mieux conserver l'édifice. Faute d'argent pour en faire sa rénovation, on décide plutôt d'en faire une auberge de jeunesse. L'auberge la « Petite Bastille » est inauguré au cours de l'été 1971 par un spectacle du groupe William D. Fisher. L'auberge recevait de nombreuses plainte des résidents à cause du tapage nocturne et du piètre état des lieux. Entre le 13 et le 24 août 1974, la ville de Québec a organisé dans la cour de la prison la Superfrancofête. Plus de 125 000 spectateurs ont participé au spectacle d'ouverture, J'ai vu le loup, le renard, le lion qui réunissait sur scène Félix Leclerc, Gilles Vigneault et Robert Charlebois. Quant à l'auberge, elle a fermé peu après laissant l'ancienne prison vacante.

### Conversion en pavillon muséal
Le 15 octobre 1987, on annonce l'agrandissement du Musée du Québec (maintenant le Musée national des beaux-arts du Québec) ainsi que l'intégration de la prison au complexe muséal. Les travaux ont été confiés aux architectes Charles Dorval et Louis Fortin. Le pavillon central est aménagé de façon à intégrer le pavillon Charles-Baillairgé (le nouveau nom de l'édifice) au pavillon Gérard-Morisset. Des planchers de la prison ont été percés, des murs abattus et on enleva des blocs cellulaires afin d'ouvrir des salles d'exposition. Le bâtiment reçut d'autres aménagements pour qu'il corresponde aux normes muséales d'éclairage, de température et d'humidité. Au total, 20 % de l'édifice a pu être affecté aux expositions.